# Đường LM
Đường LM biểu diễn một tập hợp các điểm cân bằng trên thị trường tiền tệ. L và M là các chữ cái viết tắt của các từ tiếng Anh Liquidity Preference và Money Supply nghĩa là nhu cầu giữ tiền mặt của cá nhân và cung tiền của cơ quan quản lý tiền tệ của nhà nước. Đường LM được dùng trong phân tích IS-LM.

## Giả thiết
- Thị trường tiền tệ ở trạng thái cân bằng, nghĩa là lượng cầu tiền L bằng lượng cung tiền M.
- Lượng cung tiền M không thay đổi vì cơ quan quản lý tiền tệ (ngân hàng trung ương hay các cơ quan tương đương) không tiến hành biện pháp gì làm ảnh hưởng tới lượng cung tiền.
- Lượng cầu tiền L bằng tổng của lượng cầu tiền vì mục đích giao dich và lượng cầu tiền vì mục đích đầu cơ kiếm lợi.

Càng có nhiều thu nhập, cá nhân càng tiêu dùng nhiều, do đó càng cần nhiều tiền mặt để giao dịch.
Lãi suất càng cao thì người ta càng giữ ít tiền mặt, và thay vào đó càng tăng mua các tài sản có lợi tức cao.

## Thành lập mô hình

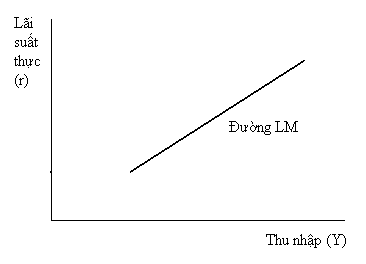
Hình 1: Đường LM thông thường

Vì giả thiết rằng lượng cầu tiền L luôn bằng lượng cung tiền M, nghĩa là không đổi. Nên hễ thu nhập Y tăng, thì lượng cầu tiền vì mục đích giao dịch sẽ tăng lên. Lượng cầu tiền dự trữ vì mục đích đầu cơ vì thế sẽ giảm đi; và để đảm bảo điều đó, lãi suất thực tế r cần phải tăng lên. Tóm lại, khi xét từ góc độ thị trường tiền tệ cân bằng, khi thu nhập tăng thì lãi suất thực tế cũng sẽ tăng; và ngược lại.
Như vậy, đường LM biểu diễn một tập hợp các điểm cân bằng trên thị trường tiền tệ sẽ là đường dốc lên phía phải trên một đồ thị hai chiều với trục hoành là các mức thu nhập Y, còn trục tung là các mức lãi suất thực r (xem Hình 1).
- Phương trình đường LM: M / P = L (Y, r)

M: cung tiền
M / P: cung tiền thực tế
L (Y, r): hàm cầu tiền thực tế phụ thuộc vào thu nhập và lãi suất

## Các trường hợp đặc biệt

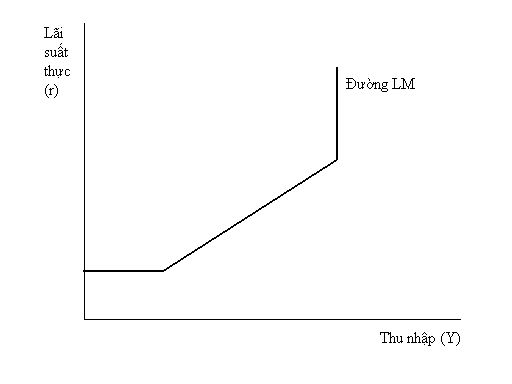
Hình 2: Đường LM nằm ngang khi lãi suất quá thấp, thẳng đứng khi lãi suất quá cao và dốc lên phía phải khi lãi suất ở giữa hai khoảng trên

Hãy xem xét hành vi đầu cơ của cá nhân. Hễ thấy lãi suất thực tế tăng lên, cá nhân liền chuyển tiền mặt mà mình đang nắm giữ thành các tài sản có thể đem lại lợi tức. Đây là trường hợp thông thường. Song có hai trường hợp đặc biệt, hay hai giải pháp góc.
- Trường hợp thứ nhất tương ứng với tình huống cá nhân thà giữ tiền mặt hoàn toàn, đó là khi lãi suất quá thấp và các tài sản như trái phiếu chỉ đem lại lợi tức không đáng kể.
- Trường hợp thứ hai tương ứng với tình huống cá nhân đem hết số tiền dự trữ để đầu cơ chuyển thành các tài sản có lợi tức, thành ra số tiền còn nắm giữ vì mục đích đầu cơ bằng không.

Với hai giải pháp góc này, đường LM cần được điều chỉnh lại như trong Hình 2.

## Vận dụng mô hình

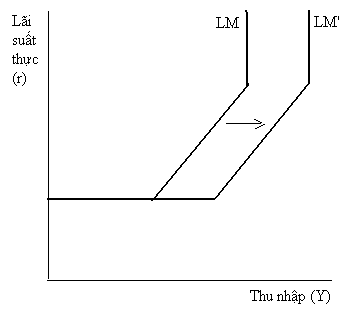
Hình 3: Đường LM dịch sang phải khi cung tiền tăng

Bây giờ, giả dụ cơ quan quản lý tiền tệ quyết định tăng lượng cung tiền danh nghĩa M. Để cho thị trường tiền tệ luôn cân bằng, lượng cầu tiền L cũng sẽ tăng lên tương ứng. Với cùng một mức lãi suất thực nên lượng cầu tiền dự trữ để đầu cơ sẽ không đổi. Vì thế, lượng cung tiền L tăng thực chất là do lượng cầu tiền vì mục đích giao dịch tăng. Muốn thế, thu nhập Y phải tăng. Nói chính sách nới lỏng tiền tệ kích thích kinh tế tăng trưởng chính là dựa vào cơ chế nói trên.
Trên đồ thị, đường LM sẽ dịch song song sang phía phải khi lượng cung tiền M tăng.